# Псевдоконическая проекция
Псевдоконическая проекция — это одна из картографических проекций, используемых для отображения поверхности Земли на плоскости. В таких проекциях параллели изображаются в виде дуг концентрических окружностей. Один из меридианов, который называется средним, представлен прямой линией, в то время как остальные меридианы отображаются как кривые, симметричные относительно среднего меридиана. В этой проекции центральный меридиан представляется в виде прямой линии, а другие меридианы — сложными кривыми, изогнутыми по направлению к центральному меридиану и равномерно распределёнными по длине каждой из имеющихся параллелей. Параллели широты в свою очередь представляют собой концентрические дуги окружностей, равномерно распределённые по длине центрального меридиана и вогнутые к ближайшему полюсу. Контур проекции образует форму сердца, а оба полюса отображаются как точки. Градусная сетка симметрична относительно центрального меридиана.
Примером псевдоконической проекции является равновеликая псевдоконическая проекция Бонне, разработанная в 1752 году. Эта проекция сохраняет площади объектов, что делает её полезной для некоторых видов анализа и картографии, где важно точное представление размеров территорий. Проекция Бонне является равновеликой (эквивалентной) проекцией, где формы, направления, углы и расстояния искажены. Масштаб является истинным вдоль центральных меридианов и каждой параллели. Искажения отсутствуют вдоль стандартной параллели и центрального меридиана, увеличиваясь по мере удаления от этих линий, при этом значения искажений симметричны относительно центрального меридиана.